# Zettenkaiser
De Zettenkaiser is een berg in de deelstaat Tirol, Oostenrijk. De berg heeft een hoogte van 1.968 meter.
De Zettenkaiser is onderdeel van het Kaisergebergte.